# Leven Rambin

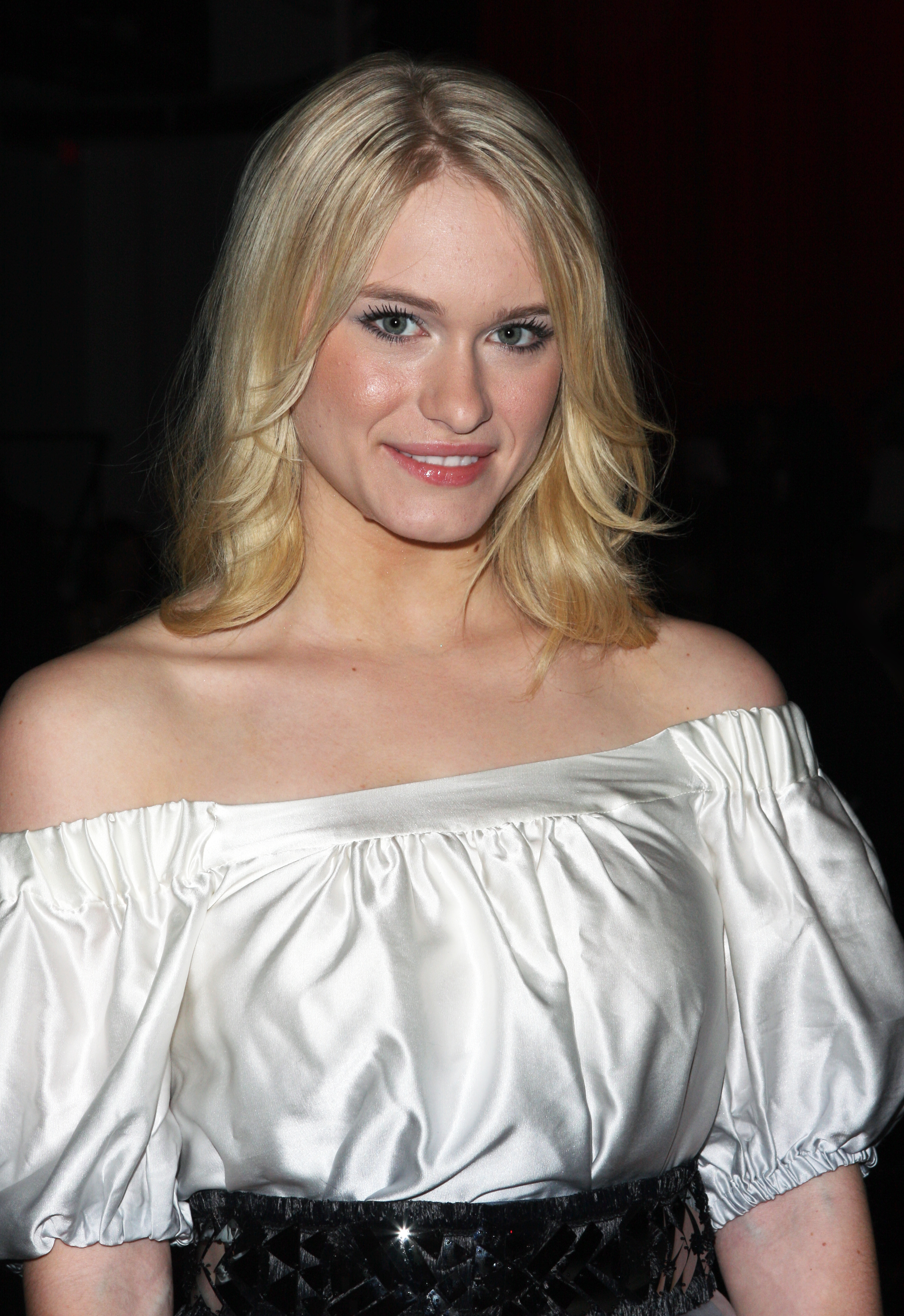
Leven Rambin (2008)

Leven Rambin (ur. 17 maja 1990 w Houston) – amerykańska aktorka, która wystąpiła m.in. w serialach Terminator: Kroniki Sary Connor, Detektyw i Sekta oraz filmach Igrzyska śmierci i Percy Jackson: Morze potworów.

## Filmografia

### Filmy
| Rok  | Tytuł                            | Rola             | Uwagi           |
| ---- | -------------------------------- | ---------------- | --------------- |
| 2008 | Gigantic                         | Missy Thaxton    |                 |
| 2010 | Babe                             | Sarah            | krótkometr.     |
| 2010 | Case 219                         | Carla Evans      |                 |
| 2012 | Igrzyska śmierci                 | Glimmer          |                 |
| 2012 | Wysoka fala                      | Kim Moriarity    |                 |
| 2013 | Isolated                         | Ambasador pokoju |                 |
| 2013 | Percy Jackson: Morze potworów    | Clarisse La Rue  |                 |
| 2014 | Two Night Stand                  | Daisy            |                 |
| 2014 | Seven Minutes                    | Kate             |                 |
| 2014 | Dissonance                       | Cera             | krótkometr.     |
| 2014 | Walter                           | Kendall          |                 |
| 2015 | I Am Michael                     | Catherine        |                 |
| 2018 | Lost Child                       | Fern             |                 |
| 2018 | In the Bathroom                  | Susie            | krótkometr.     |
| 2019 | Brud                             | Sharise          |                 |
| 2020 | The Big Ugly                     | Kara             |                 |
| 2020 | Mank                             | Eve              |                 |
| 2021 | Noc oczyszczenia: Żegnaj Ameryko | Harper Tucker    |                 |
|      | Alpha/Beta                       | Mackenzie        | w postprodukcji |

### Telewizja
| Rok       | Tytuł                              | Rola                         | Uwagi                    |
| --------- | ---------------------------------- | ---------------------------- | ------------------------ |
| 2004–2010 | Wszystkie moje dzieci              | Lily Montgomery i Ava Benton | w gł. obsadzie; 162 odc. |
| 2006      | The Book of Daniel                 | Caroline Paxton              | w gł. obsadzie; 4 odc.   |
| 2007      | Prawo i porządek: sekcja specjalna | Reagan Michaels              | 1 odc.                   |
| 2008      | Lipstick Jungle                    | Chloe Jamison                | 1 odc.                   |
| 2008      | Austin Golden Hour                 | Annie                        | film TV                  |
| 2008–2009 | Terminator: Kroniki Sary Connor    | Riley Dawson                 | 10 odc.                  |
| 2009–2010 | Chirurdzy                          | Sloan Riley                  | 5 odc.                   |
| 2010      | Good Morning Rabbit                | Dumbleshe                    | 1 odc.                   |
| 2010      | Prywatna praktyka                  | Sloan Riley                  | 1 odc.                   |
| 2010      | Scoundrels                         | Heather West                 | w gł. obsadzie; 8 odc.   |
| 2011      | Czarodzieje z Waverly Place        | Rosie                        | 3 odc.                   |
| 2011      | CSI: Kryminalne zagadki Miami      | Molly Sloan                  | 4 odc.                   |
| 2011      | Pogoda na miłość                   | Chloe Hall                   | 3 odc.                   |
| 2014      | The Tomorrow People                | Natalie                      | 3 odc.                   |
| 2015      | Detektyw                           | Athena Bezzerides            | 5 odc.                   |
| 2017      | Sekta                              | Chloe Jones                  | 7 odc.                   |
| 2017–2018 | Gone                               | Kit "Kick" Lannigan          | w gł. obsadzie           |
| 2018      | Glimpse                            | Olivia                       | 1 odc.                   |